# 梅岭镇 (南昌市)
梅岭镇，是中华人民共和国江西省南昌市新建区下辖的一个乡镇级行政单位。

## 行政区划
梅岭镇下辖以下地区：
店前社区、梅岭村、立新村、东昌村、团结村、袁家村、西昌分场生活区、向阳林场生活区和小岭林场生活区。